# 장비관리사
장비관리사(Equipment Manager)는 스포츠 장비를 전문적으로 담당하는 직업 및 그 종사자를 가리킨다. 
특히 축구 종목에서는 킷 매니저 (Kit Manager) 혹은 킷 맨 (Kit Man) 등으로도 불린다. 프로스포츠 구단들과 각 종목 국가대표팀의 경우 전문적인 장비담당관을 두고 있다.

## 같이 보기
- 분류:스포츠 장비